# Барнаульская епархия
Барнау́льская епа́рхия — епархия Русской Православной Церкви, объединяющая приходы и монастыри в северо-восточной части Алтайского края (в границах городов Барнаул и Новоалтайск, а также Залесовского, Заринского, Косихинского, Кытмановского, Первомайского, Тальменского и Тогульского районов). Входит в состав Алтайской митрополии.
Кафедральный город — Барнаул. Кафедральный собор — Покровский.
Правящий архиерей — митрополит Сергий (Иванников).

## История
Первые деревянные храмы — во имя апостолов Петра и Павла в Белоярской крепости и Барнауле, в честь Воскресения Христова в посёлке Колыванского камнерезного завода — появились в первой половине XVIII века и подчинялись правящему архиерею Тобольской епархии.
17 октября 1908 года по ходатайству архиепископа Томского Макария (Невского) было учреждено Барнаульское викариатство Томской епархии. Местопребыванием архиерея стал Томский Алексеевский мужской монастырь.
19 августа 1920 года Священный синод вынес определение состоявшему на покое митрополиту Макарию (Невскому) быть пожизненно митрополитом Алтайским, о чём патриарх Тихон известил его личным письмом.
Митрополит Макарий (Невский) управлял алтайской паствой из подмосковного Николо-Угрешского монастыря, где проживал до 1925 года. Святитель Макарий (Невский), митрополит Алтайский скончался 1 марта 1926 года.
После революции 1917 года деятельность духовной миссии была прекращена, большинство приходов, школ, библиотек прекратили своё существование. В 1920—1930-х годах все монастыри, миссионерские станы, часовни были закрыты, большинство — разорены и уничтожены.
В 1924—1929 годах викариатство входило в Новосибирскую и Барнаульскую епархию.
В 1930 году была образована самостоятельная Барнаульская епархия во главе с епископом Александром (Бялозором), но в 1938 году епархия была упразднена, и её приходы вошли в состав Новосибирской.
Второй раз массовое закрытие храмов на территории Барнаульской епархии произошло в период хрущевской антирелигиозной кампании. Если в 1958 году в Алтайском крае было 11 церквей, то в 1962 году их осталось только три.
26 февраля 1994 года самостоятельная Барнаульская епархия была возрождена решением Священного синода Русской православной церкви, который выделил её из состава Новосибирской. 19 марта во епископа Барнаульского и Алтайского был хиротонисан Антоний (Масендич).
С 20 января 2002 года по 29 мая 2013 года епархией управлял епископ Максим (Дмитриев).
29 мая 2013 года стало известно, что барнаульскую кафедру возглавит новый управляющий: «Преосвященным Барнаульским и Алтайским Синод определил быть Преосвященному епископу Каменскому и Алапаевскому Сергию с освобождением его от управления Каменской епархией».
16 июля 2013 года решением Священного синода игумен Роман (Корнев), наместник Казанского мужского монастыря Барнаульской епархии избран викарием Барнаульской епархии с титулом Рубцовский.
2 октября 2013 года решением Священного синода из состава Барнаульской епархии выделена Горноалтайская епархия, образованная в административных границах Республики Алтай.
5 мая 2015 года из состава епархии были выделены самостоятельные Бийская, Рубцовская и Славгородская епархии, после чего в ведении Барнаульской кафедры остались городские округа Барнаул, Новоалтайск, а также Залесовский, Заринский, Косихинский, Кытмановский, Первомайский, Тальменский, Тогульский районы Алтайского края. Одновременно Барнаульская епархия была определена центром новоучреждённой Алтайской митрополии.
При епархиальном управлении действует Барнаульская православная духовная семинария и Иконописно-реставрационная мастерская.

## Изменения наименования
- Барнаульская епархия (викарная) (17 октября 1908 — 1930)
- Барнаульская епархия (1930—1937)
- Барнаульская и Бийская епархия (1937—1938)
- Барнаульская и Алтайская епархия (1994—2010)
- Барнаульская епархия (с 2010)

## Епископы
Барнаульское викариатство
- Епископ Мелетий (Заборовский) (21 ноября 1908 — 23 февраля 1912)
- Епископ Евфимий (Лапин) (18 марта 1912 — 26 января 1916)
- Епископ Гавриил (Воеводин) (26 января 1916 — 1919)
- Епископ Виктор (Богоявленский) (3 августа 1921 — 1924)
- Епископ Никодим (Воскресенский) (4 декабря 1924 — 1925)
- Епископ Владимир (Юденич) (2 апреля 1927 — 1930)

Барнаульская епархия
- Епископ Александр (Бялозор) (1930 — апрель 1931)
- Епископ Герман (Коккель) (сентябрь — декабрь 1931)
- Епископ Тарасий (Ливанов) (декабрь 1931 — ноябрь 1932)
- Епископ Иаков (Маскаев) (4 апреля 1933 — 11 февраля 1937)
- Епископ Григорий (Козырев) (11 февраля — 2 сентября 1937)

1943—1994 — территория Барнаульской епархии входила в состав Новосибирской епархии.
- Епископ Антоний (Масендич) (19 марта 1994 — 8 июля 2001)
- Епископ Максим (Дмитриев) (20 января 2002 — 29 мая 2013)
- Епископ Сергий (Иванников) (с 29 мая 2013)

## Благочиния
По состоянию на октябрь 2022 года:
- Барнаульское городское благочиние
- Барнаульское пригородное благочиние
- Белоярское благочиние
- Заринское благочиние
- Тальменское благочиние
- Монастырское благочиние

## Монастыри
- Барнаульский Знаменский монастырь (женский; Барнаул)
- Богородице-Казанский Иоанно-Предтеченский скит (женский; село Сорочий лог, Заринский район), подворье Знаменского монастыря
- Иоанно-Кронштадтский монастырь (село Кислуха, Первомайский район)
- Богородице-Казанский монастырь (мужской, село Коробейниково, Усть-Пристанский район)

упразднённые
- Барнаульский Богородице-Казанский монастырь (женский; Барнаул)[6][7]